# Gorizont 39L
O Gorizont 39L) foi um satélite de comunicação geoestacionário russo da série Gorizont construído pela NPO PM. Ele era para ter sido operado pela RSCC (Kosmicheskiya Svyaz). O satélite foi baseado na plataforma KAUR-3 e sua expectativa de vida útil era de 3 anos. O mesmo foi perdido devido a uma falha durante o lançamento, se ele tivesse sido lançado com sucesso o mesmo teria recebido o nome Gorizont 28.

## Lançamento
O satélite foi lançado ao espaço no dia 27 de maio de 1993, por meio de um veículo Proton-K/Blok-DM-2, lançado a partir do Cosmódromo de Baikonur, no Cazaquistão. O satélite foi perdido após uma falha no terceiro estágio do veículo lançador Proton e o mesmo caiu sobre o Oceano Pacífico. Ele tinha uma massa de lançamento de 2.300 kg.

## Capacidade
O Gorizont 29L era equipado com 6 transponders em banda C e um em banda Ku.